# 南丫發電廠

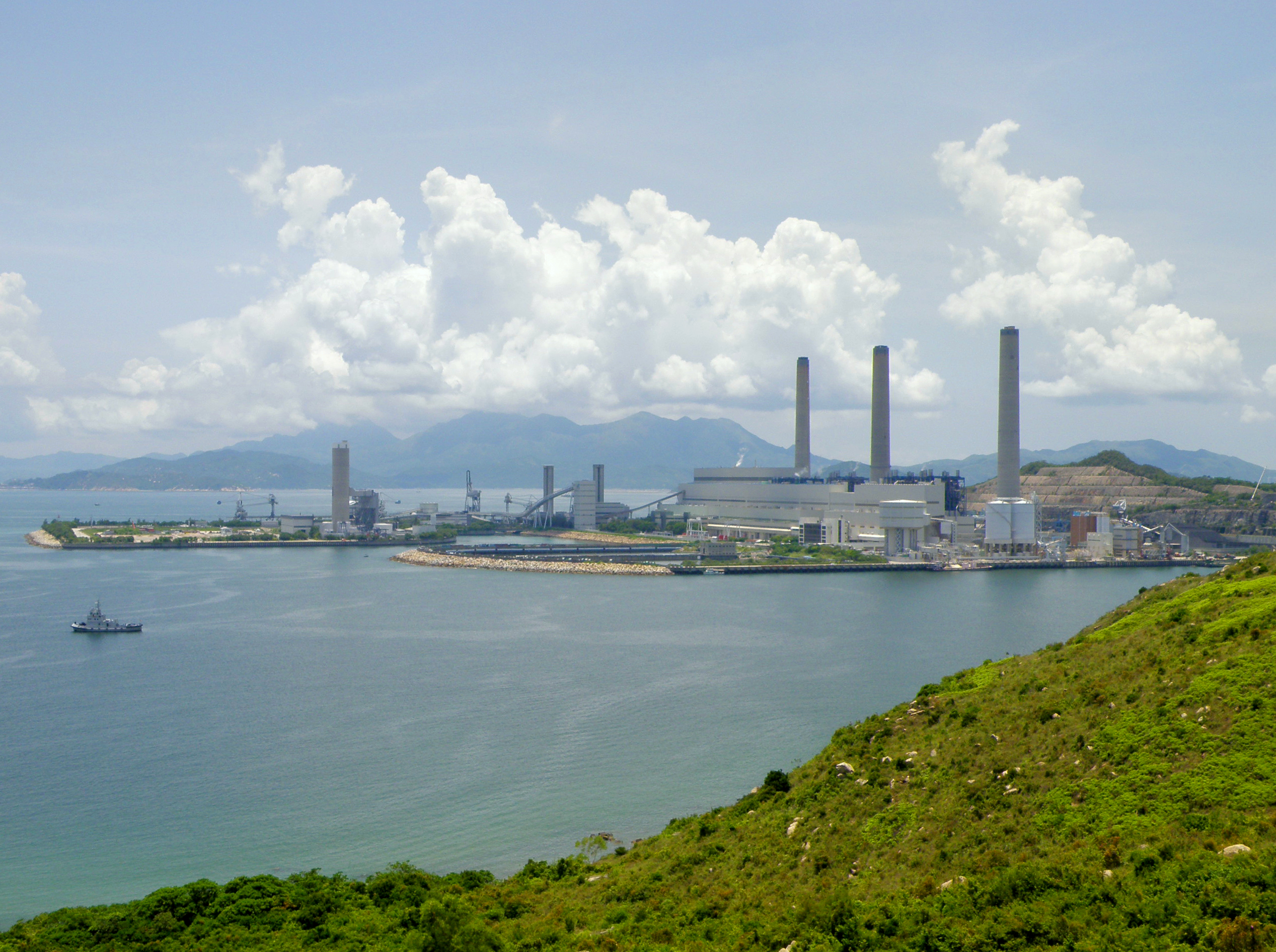
俯瞰南丫發電廠

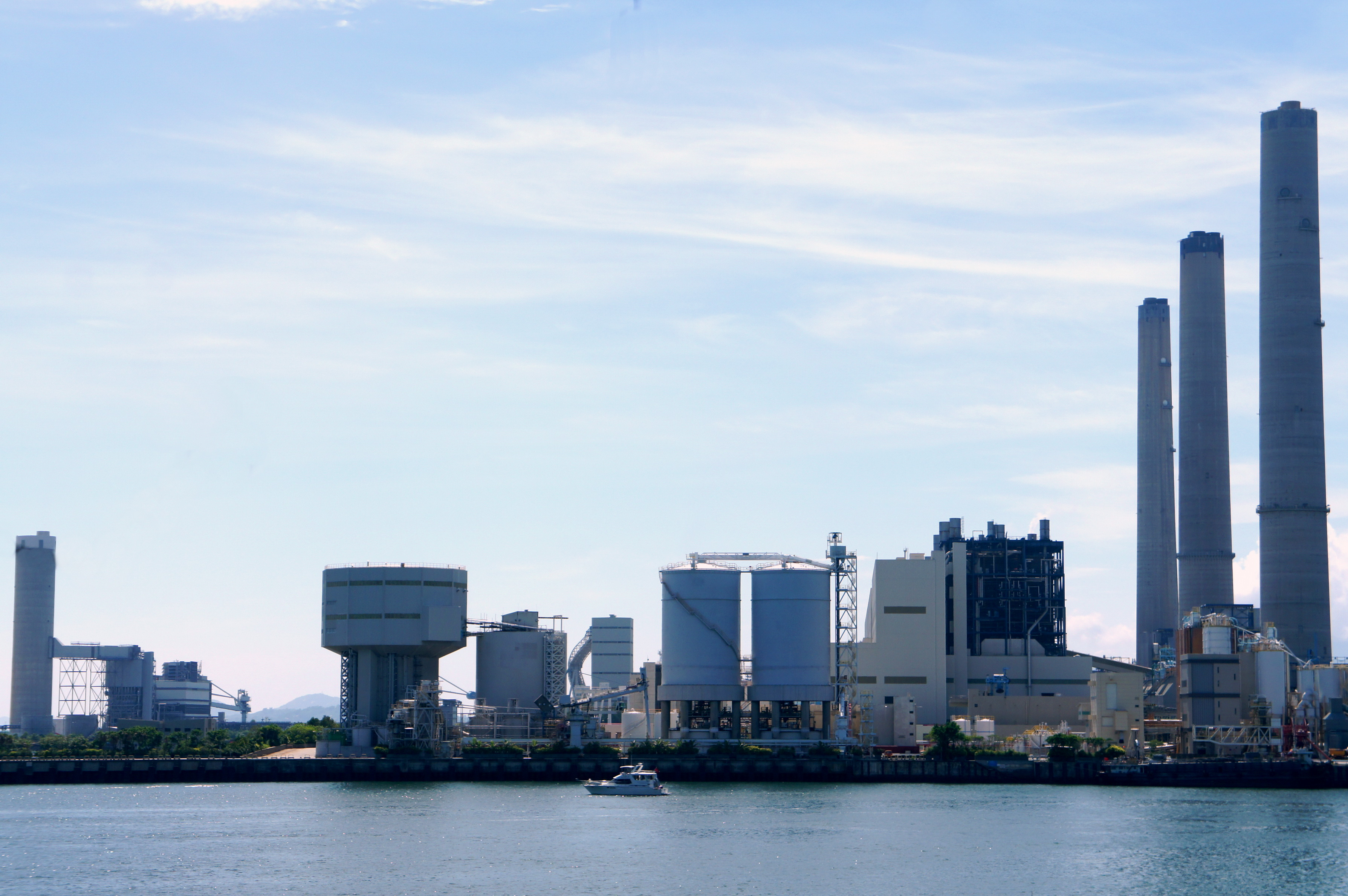
南丫發電廠，左方為擴建的部分

南丫發電廠（英語：Lamma Power Station，俗稱南丫島發電廠）是一所位於離島區南丫島波羅咀的火力發電廠，由香港電燈擁有，發電廠佔地50公頃，於1978年獲准動工，並於1982年開始為香港島、鴨脷洲及南丫島提供電力。目前南丫發電廠總發電量大約為3,737兆瓦，是香港第二大發電廠，僅次於青山發電廠。
南丫發電廠自投產至2000年代初使用燃煤發電，之後逐步引入天然氣。2012年，港燈的用電最高需求在8月，達到2,432兆瓦。2012年，燃料組合包括68%煤和32%天燃氣，可再生能源少於0.1%。2013年，港燈備用電量達到52%。港燈向外宣稱，不計算5台後備機組（單循環燃氣輪機），備用電量有三成。另外，港燈與中華電力聯網，共享部份備用電量，但沒有買賣電力。
南丫發電廠已預留土地興建更多聯合循環燃氣輪機組，並將最舊的三台燃煤機組退役，逐步增加天然氣發電，減少燃煤發電，以配合香港政府制定的能源政策及減排目標。南丫發電廠擴建部分的發電機組採用天然氣為主要燃料（由港燈佔3%權益的廣東大鵬液化天然氣接收站經海底輸氣管道供氣），天然氣燃燒後產生的氮氧化物及二氧化碳會大幅減低，二氧化硫及懸浮粒子的排放量更近乎零，可減低對環境的破壞。

## 裝機容量
南丫發電廠總發電量大約為3,737兆瓦，主要使用煤作為發電的燃料，其次為天然氣。現時發電廠內共有8台燃煤發電機組，5台單循環燃氣輪機，以及2台聯合循環發電機組。首3台250兆瓦燃煤發電機組於1982-84年投產，並於2017-22年間逐步退役；另3台350兆瓦燃煤發電機組、1台55兆瓦及6台125兆瓦燃氣輪機於1991年投產；最後2台350燃煤發電機組於1997年投產。於2002年，6台125兆瓦燃氣輪機的其中兩台被改裝為一台聯合循環機組，並多生產115兆瓦電力（聯合循環機組的效率較高），即345兆瓦。於2006年，1台335兆瓦聯合循環燃氣輪機組投產。
可再生能源方面，南丫發電廠的天台及地面共鋪有5,500塊非晶硅薄膜光伏板及3,126塊雙結疊層式薄膜光伏板。太陽能發電系統的總發電容量為550千瓦。港燈擁有南丫風采發電站，額定容量為800千瓦。
燃煤
- 3 X 250MW（已退役，拆卸中；其中一台機組原先裝於鴨脷洲發電廠，後於1983年遷至此廠）
- 5 X 350MW

燃氣（聯合循環燃氣輪機）
- 1 X 335MW
- 1 X 345MW

燃油（燃油燃氣輪機）
- 4 X 125MW
- 1 X 55MW

可再生能源
- 1MW 太陽能
- 0.8MW 風能

## 新建工程
為了滿足不斷上升的用電量及減低燃煤發電的排放污染量，於南丫發電廠以南進行擴建工程，填海22公頃，興建6台共1800兆瓦的燃氣聯合循環機組及建造新輸電系統。第一台335兆瓦的燃氣機組於2006年7月併網，10月開始商業運作，使南丫發電廠的總裝機容量增至3736兆瓦。
2016年1月19日，港燈與三菱商事株式會社簽訂合約，委託旗下的三菱日立承造新的燃氣聯合循環發電機組 (L10)，總造價30多億港元，預計2020年投產。新機組發電量350MW，採用M701F燃氣輪機技術，運作效率最高達58.5%。及後，港燈又陸續興建此廠的L11-13號機組，當中L11、L12亦已投產。
此外，南丫發電廠最舊的三台機組已於2017-22年間退役，將連同一號煙囪及相關建築物一併拆卸，以騰出用地重建為較新發電機組。